# Heuglin-Husarenaffe
Der Heuglin-Husarenaffe (Erythrocebus poliophaeus) ist eine Primatenart aus der Gattung der Husarenaffen (Erythrocebus) innerhalb der Familie der Meerkatzenverwandten. Die Art wurde 1862 durch den deutschen Naturwissenschaftler Ludwig Reichenbach unter der Bezeichnung „Der Graumähnige Patas“ (Cercopithecus poliophaeus) erstmals beschrieben, 1927 aber durch den deutsch-amerikanischen Zoologen Ernst Schwarz mit dem „Gewöhnlichen“ Husarenaffen (Erythrocebus patas) synonymisiert. Erst in einer im August 2017 veröffentlichten Publikation des italienischen Primatologen Spartaco Gippoliti wurde er wieder als eigenständige Art anerkannt. Zu Erythrocebus poliophaeus werden die Husarenaffenpopulationen gestellt, die östlich des Blauen Nils im östlichen Sudan und im äußersten Westen Äthiopiens vorkommen. Unter anderem lebt die Art im Alatish-Nationalpark im Nordwesten von Äthiopien und im Dinder-Nationalpark im Osten Sudans.

## Merkmale

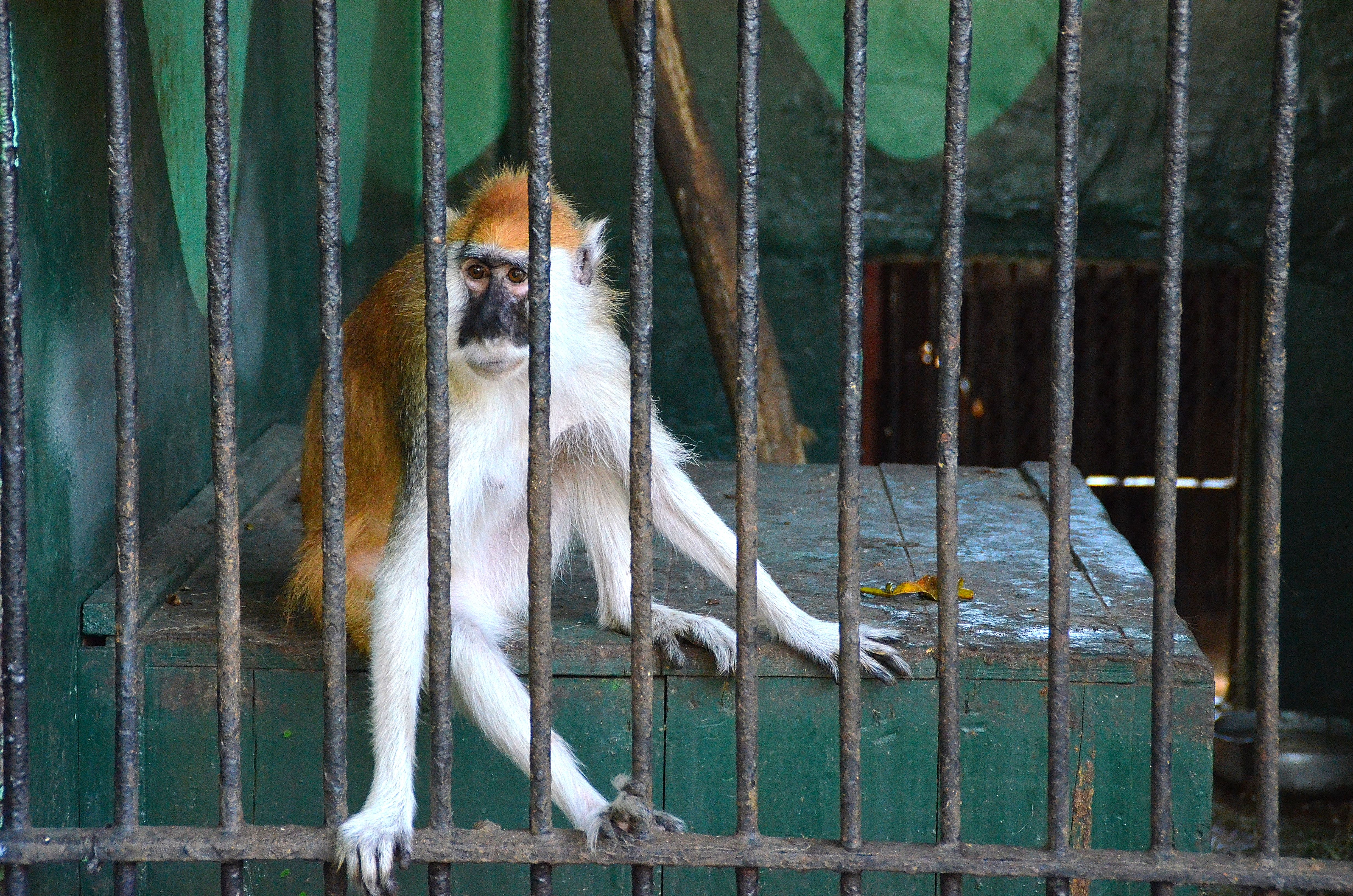
Ein Heuglin-Husarenaffe im Zoo von Gizeh

Der Heuglin-Husarenaffe unterscheidet sich vom gewöhnlichen Husarenaffen vor allem durch seine dunkle Rückenmähne, die von dunkelgrauen bis schwarzen, sehr langen Haaren auf den Schultern und im hinteren Nacken gebildet wird. Die Mähne erstreckt sich bis auf die Oberarme. Das Gesicht ist schwarz, die Nase ist im Unterschied zu der des Weißnasen-Husarenaffen ebenfalls schwarz. Das schmale schwarze Band, das beim gewöhnlichen Husarenaffen und beim Weißnasen-Husarenaffen zwischen den Augen und der Basis der Ohren verläuft, verläuft bei Erythrocebus poliophaeus zu beiden Seiten der Stirn nach oben. Der Oberkopf, der Rücken, die Körperseiten und der Schwanz sind rötlich-braun. Der Bauch, Arme und Beine, Hände und Füße, sowie der Backenbart sind weißlich.
Die Gesäßschwielen sind bei alten Tiere rosa, bei jungen nur gelblich bis fleischfarben. Das Skrotum ist bei ausgewachsenen Männchen blaugrün, bei jüngeren himmelblau. Reichenbach gab an, dass das von ihm untersuchte Exemplar, das er von Theodor von Heuglin erhielt, eine Kopfrumpflänge von 26″ (= 66 cm) und eine Schwanzlänge von 24″ (= 61 cm) hatte.

## Belege
1. 1 2  Reichenbach, H. G. L. (1862). Central-Atlas für zoologische Gärten und für Thierfreunde. Die vollständigste Naturgeschichte der Affen. Woldemar Türk’s, Dresden & Leipzig, Seiten 122–123.
2. ↑  Ernst Schwarz, E. (1927): Die Formen der Gattung Erythrocebus. Sitzungsberichte der Gesellschaft Naturforschender Freunde Berlin 1926: 24–31.
3. 1 2  Spartaco Gippoliti: On the Taxonomy of Erythrocebus with a Re-evaluation of Erythrocebus poliophaeus (Reichenbach, 1862) from the Blue Nile Region of Sudan and Ethiopia. Primate Conservation 2017 (31)